# 哈丁 (夸祖魯-納塔爾省)
哈丁是南非的城鎮，位於該國東部，由夸祖魯-納塔爾省負責管轄，距離伊津戈盧韋尼34公里，面積32.63平方公里，2001年人口5,236人，人口密度每平方公里160人。